# Родни Мълън
Джони Родни Мюлен е професионален скейтър. Смятан за един от най-влиятелните скейтъри, той създава много от използваните днес скейт трикове. Въпреки че Алън Оли Гелфанд изобретява един от най-важните скейт трикове-оли (скачане), Мюлен прави „оли“-то за първи път от равна земя (първоначално „оли“-то е било предназначено за рампа или басейн). Освен че изобретява стрийт „оли“-то, Мюлен създава и много други трикове като: kickflip, heelflip и много други.

## Биография
Той е роден на 17 август 1966 г. в Гейнсвил, щата Флорида.
Мюлен започва да кара скейтборд когато е на 10 години. Първоначално неговият баща бил против този спорт, но се съгласил да купи скейтборд на Родни само ако винаги носи наколенки и налакътници, и че ако се контузи веднага ще спре да практикува спорта. Родни купува първия си скейтборд на 1 януари 1977. Първият спонсор на Родни Мюлен е Бил Мъри от Inland Surf Shop. Първото му състезание е в Кона през 1977 и завършва трети. След първото си състезание Родни привлича вниманието на собственика на Walkler Skateboards, Брус Уокър. През следващите 3 години е на първо място във всички състезания, в които участва. През 1979 състезанията, които е спечелил достигат 30. През 1980 Родни участва в първо професионално състезание и печели първо място. Тогава той подписва с легендарните Bones Brigade. През 1989 Родни напуска Bones Brigade и отива в World Industries. През 1990, когато стилът на Родни (Freestyle) спира да съществува той е спечелил 34 Freestyle състезания, в които участва повече от 10 години, през които има само едно второ място.
През 1991 година, Родни се ориентира към стрийт скейта. Той се налага бързо в този стил и почти моментално става известен и в него. Родни Мюлен става най-известен в стрийт скейта чрез своето видео – Rodney Mullen vs. Daewon Song, където той участва със своя приятел Даелон Сонг.
През 2003 Родни издава своята книга – „The Mutt:How to Skate and not Kill Yourself“, където той разказва за целия си живот от това как баща му му купува първия скейтборд до това как предлага на своята съпруга Трейси. Въпреки това тя е издържана в много весел тон. Родни Мюлен запалва все повече скейтъри по вече забравения стил-Freestyle след видеото Globe:Opinion, където той участва с невероятни freestyle трикове.
Той участва и в поредицата от игри Tony Hawk's Pro Skater и Tony Hawk's Underground, разработвани от гейм-компанията „Neversoft“.